# Philippe Raschke
Philippe Raschke (født 19. september 1967 i Clermont-Ferrand, Frankrig) er en fransk tidligere fodboldspiller (forsvarer).
Raschke tilbragte hele sin karriere i hjemlandet, hvor han repræsenterede AS Monaco, Bordeaux, Cannes, Strasbourg og Sochaux. Hos både Strasbourg og Sochaux var han med til at vinde pokalturneringen Coupe de la Ligue.

## Titler
Coupe de la Ligue
- 1997 med Strasbourg
- 2004 med Sochaux